# Yang Hao (Wasserspringer)
Yang Hao (chinesisch 杨昊; * 3. Februar 1998 in Peking) ist ein chinesischer Wasserspringer.

## Karriere
Bei den Olympischen Jugend-Sommerspielen 2014 siegte Hang sowohl im Kunstspringen vom 3-m-Brett als auch im Turmspringen. 
Seinen ersten Weltmeistertitel gewann Hang 2015 in Kasan zusammen mit Wang Han im gemischten Synchronspringen vom 3-m-Brett. Bei den Schwimmweltmeisterschaften 2017 wurde Hang zusammen mit Chen Aisen Weltmeister im Synchronspringen vom 10-m-Turm.
Bei den Olympischen Spielen 2024 in Paris gewann Hang die Goldmedaille im Synchronspringen vom 10-m-Turm.